# Europese kampioenschappen powerlifting 1978
De Europese kampioenschappen powerlifting 1983 voor heren waren door de European Powerlifting Federation (EPF) georganiseerde kampioenschappen voor powerlifters. De eerste editie van de Europese kampioenschappen vond plaats in het Britse Birmingham van 1 tot en met 2 april 1978.

## Uitslagen
| klasse   | Goud            | Zilver                | Brons               |
| -------- | --------------- | --------------------- | ------------------- |
| -52 kg   | Narendra Bhairo | Kai Vähäkoupus        | Kai Vähäkoupus      |
| -56 kg   | Yrjö Haatanen   | Juhani Niemi          | Phil Stringer       |
| -60 kg   | Eddie Pengelly  | Antero Köykkä         | Mats Johansson      |
| -67,5 kg | Desmond Garner  | Kåre Holte            | Sveiun Zachariassen |
| -75 kg   | Peter Fiore     | Skúli Óskarsson       | Lars Backlund       |
| -82,5 kg | Roland Collins  | William West          | Kenneth Mattsson    |
| -90 kg   | Eamon Toal      | Unto Honkonen         | Conny Nilsson       |
| -100 kg  | Ray Yvander     | Raymond Ettore Nobile | Reijo Kiviranta     |
| -110 kg  | Ulf Morin       | Hannu Saarelainen     | Reidar Steen        |
| +110 kg  | Taito Haara     | Kari Kemppainen       | Lars Hedlund        |